# Barthélémy Dias
Pour les articles homonymes, voir Dias.
Barthélémy Toye Dias, né le 23 septembre 1975 à Dakar (Sénégal), est un homme politique sénégalais.
Lors des élections locales du 23 janvier 2022, il est élu maire de Dakar sous l'égide de la coalition d'opposition Yewwi Askan Wi (« Libérer le peuple »). En décembre 2024, il est démis de ses fonctions de conseiller municipal et de maire par le préfet de Dakar à la suite de sa condamnation dans l'affaire Diouf.

## Situation personnelle

### Enfance, éducation et débuts
Barthélémy Dias naît le 23 septembre 1975, est le fils de l'ancien ministre Jean-Paul Dias, qui est depuis le 5 octobre 2020 envoyé spécial du président Macky Sall. Sa mère, Christiane Lopes, enseignante de profession a été censeur du lycée Kennedy de Dakar. Elle a également été capitaine de l'équipe nationale du Sénégal féminine de basket-ball.
Barthélémy Dias est titulaire d'un Master of Business Administration (MBA), option transport, obtenu aux États-Unis.

## Parcours politique
Barthélémy Dias ne suit pas la même orientation politique que son père, Jean-Paul Dias, ancien du parti démocratique sénégalais d'Abdoulaye Wade et secrétaire général du bloc des centristes Gaïndé. Il opte plutôt pour le Parti socialiste sénégalais d'Ousmane Tanor Dieng. Il s'engage dans le parti en 2005 et gravit peu à peu les échelons jusqu'à devenir membre du bureau politique et du comité central, et secrétaire général du mouvement national des jeunesses socialistes.
En 2009, le Parti socialiste participe aux élections locales sous l'égide d'une grande coalition d'opposition aux candidats du président Abdoulaye Wade dénommée « Benno Siggil Senegaal ». Barthélémy Dias est élu à la mairie de la commune dakaroise de Mermoz-Sacré-Cœur de même que plusieurs leaders socialistes dont Khalifa Sall qui remporte la mairie de la ville de Dakar. Barthélémy Dias est réélu à la tête de Mermoz-Sacré-Cœur en 2014. À l'occasion des élections locales du 23 janvier 2022, Barthélémy Dias est réélu pour un troisième mandat à la mairie de Mermoz-Sacré-Cœur. Cependant, ayant remporté également la ville de Dakar lors du même scrutin, il est contraint de démissionner conformément aux dispositions du Code général des collectivités territoriales interdisant ce type de cumul de fonctions.
En 2012, le Parti socialiste intègre la coalition Benno Bokk Yakaar initiée par le président Macky Sall. Barthélémy Dias est investi sur la liste nationale de la coalition aux élections législatives de la même année et est élu député à l'Assemblée nationale. Dans le cadre de son mandat parlementaire, il est secrétaire élu au bureau de l'Assemblée nationale, membre de la commission des affaires étrangères, de l’union africaine et des Sénégalais de l’extérieur, membre de la commission des lois, de la décentralisation, du travail et des droits humains et de la commission chargée de l’économie générale et des finances. À l'occasion des élections législatives du 31 juillet 2022, il est candidat de la coalition Yewwi Askan Wi et tête de liste du département de Dakar.
En 2017, des poursuites judiciaires sont engagées contre le leader socialiste et maire de Dakar, Khalifa Sall. Il est accusé de détournement de fonds publics. Le verdict du procès rendu le 30 mars 2018 le condamne à une peine de cinq ans de prison. Barthélémy Dias demeure fidèle à Khalifa Sall, estimant que sa condamnation est une manœuvre politique pour le rendre inéligible. Il quitte la coalition Benno Bokk Yakaar pour rejoindre les rangs de l'opposition au régime de Macky Sall. À l'occasion des élections locales de 2022, Khalifa Sall et Ousmane Sonko s'unissent autour de la coalition Yewwi Askan Wi (libérer le peuple). Barthélémy Dias est désigné candidat pour la mairie de Dakar. Il affronte entre autres la maire sortante Soham El Wardini, le candidat du pouvoir et ministre de la Santé, Abdoulaye Diouf Sarr et l'ancien maire libéral Pape Diop. À l'issue du scrutin du 23 janvier 2022 les premières tendances donnent Barthélémy Dias largement devant. Ses principaux concurrents reconnaissent leur défaite et le félicitent. Selon les résultats proclamés par la commission départementale de recensement des votes, Barthélémy Dias avec 173 628 voix devance son principal challenger Abdoulaye Diouf Sarr qui a obtenu 81 015 voix. Il devient ainsi le vingt-troisième maire de la Ville de Dakar et est officiellement installé le 17 février 2022.

### Élections législatives de 2022
À l'occasion des élections législatives de 2022, Barthélémy Dias est tête de liste de la coalition Yewwi Askan Wi pour le département de Dakar. Il est élu député,.

### Élections législatives de 2024 et déchéance de mandats
Lors des élections législatives anticipées de novembre 2024, Barthélémy Dias est tête de liste nationale de la coalition Sàmm Sa Kàddu qui réunit en particulier Manko Taxawu Sénégal (en) et Les Serviteurs (en). Dias est élu lors des élections mais il est radié en décembre de son mandat en raison de sa condamnation dans l'affaire Diouf. Le 26 décembre 2024, le Conseil constitutionnel se déclare incompétent pour revenir sur sa radiation de député, après sa condamnation dans la même affaire.
Le 9 décembre 2024, Barthélémy Dias annonce vouloir résister si le gouvernement veut le déchoir de son mandat de maire. Le 13 décembre 2024, le préfet de Dakar le déchoit de son mandat de conseiller municipal et de maire en raison de sa condamnation dans l'affaire Diouf. Le 16 décembre 2024, Barthélémy Dias dépose deux recours contre cette décision, l’un devant la cour d’appel, et un devant la chambre administrative de la Cour suprême. Son recours devant la cour d'appel contre la décheance de son mandat de maire est rejeté début janvier 2025. Dias est remplacé à titre intérimaire par sa première adjointe, Ngoné Mbengue.
Le 27 mai 2025, Barthélémy Dias fonde son parti politique nommé Sénégal Bi Ñu Bokk, traduit en français par « le Sénégal que nous partageons ». Dias prend ses distances avec Khalifa Sall décrit comme son « mentor ».

## Affaire Ndiaga Diouf
Le 22 décembre 2011, dans un contexte pré-électoral tendu, un groupe de jeunes nervis attaque la mairie de Mermoz-Sacré-Cœur à Dakar. Barthélémy Dias, maire de la commune, tire plusieurs coups de feu en leur direction. Un jeune du nom de Ndiaga Diouf meurt par balles durant l'affrontement. Barthélémy Dias invoque la légitime défense ; « La route qui me menait chez moi était bloquée. Je ne pouvais pas fuir ou retourner dans ma mairie. Je me suis battu pour ma vie ». En 2017, Dias est condamné à deux ans de prison dont 6 mois fermes pour la mort de Ndiaga Diouf. Le 21 septembre 2022, la justice confirme en appel le jugement de première instance. Le 22 décembre 2023, devant la Cour suprême, la condamnation est maintenue.